# Dácil
Dácil ou Dacila était une princesse guanche du royaume de Taoro dans l'île de Tenerife, fille du  mencey de Bencomo lors de la conquête européenne des îles Canaries au XVe siècle.
Il est l'un des protagonistes du poème épique "Antigüedades de las Islas Afortunadas", d'Antonio de Viana, publié en 1604, considéré par certains historiens modernes comme un personnage de fiction.
Selon d'autres chercheurs, le personnage aurait existé, mais la légende est fausse, puisque Dácil, fille de Bencomo et baptisée Doña Mencía Bencomo, épouserait Adjoña, le Mencey de Abona baptisé Gaspar Hernández. Tandis que l’autre fille de Bencomo épousait Juan Doramas, fils du roi autochtone de Gran Canaria Doramas.